# Torneo de Houston 2014
El US Men's Clay Court Championship 2014 es un torneo de tenis que pertenece a la ATP en la categoría de ATP World Tour 250. Será la cuadragésimo sexta edición del torneo y se disputó del 7 al 13 de abril de 2014 sobre polvo de ladrillo en el River Oaks Country Club en Houston, Estados Unidos.

## Distribución de puntos
| Modalidad            | Campeón | Finalista | Semifinales | Cuartos de final | 2ª ronda | 1ª ronda | Clasificados | 2ª ronda de clasificación | 1ª ronda de clasificación |
| Individual masculino | 250     | 165       | 100         | 50               | 25       | 0        | 13           | 7                         | 0                         |
| Dobles masculino     | 250     | 150       | 90          | 45               | 20       | 0        | -            | -                         | -                         |

## Cabeza de serie

### Individuales masculinos
| Tenista           | Ranking | Preclasificado |
| John Isner        | 9       | 1              |
| Tommy Robredo     | 14      | 2              |
| Nicolás Almagro   | 20      | 3              |
| Fernando Verdasco | 29      | 4              |
| Feliciano López   | 31      | 5              |
| Juan Mónaco       | 42      | 6              |
| Lleyton Hewitt    | 46      | 7              |
| Ivo Karlović      | 52      | 8              |

- Ranking del 31 de marzo de 2014

### Dobles masculinos
| Tenista                           | Ranking | Preclasificado |
| Bob Bryan Mike Bryan              | 2       | 1              |
| David Marrero Fernando Verdasco   | 16      | 2              |
| Juan Sebastián Cabal Robert Farah | 63      | 3              |
| Santiago González Scott Lipsky    | 76      | 4              |

- Ranking del 31 de marzo de 2014

## Campeones

### Individuales masculinos
Fernando Verdasco venció a  Nicolás Almagro por 6-3, 7-6(4).

### Dobles masculinos
Bob Bryan /  Mike Bryan vencieron a  David Marrero /  Fernando Verdasco por 4-6, 6-4, [11-9].